# 太平協和集團
太平協和集團有限公司，除牌當時為0438.HK，曾在香港交易所上市的香港地產公司，當時是在1980年成立，創辦人以汪氏家族為的汪世忠，其主要業務在香港和中國房地產、石油銷售等。但由於長期股價低迷，加上在1996年分拆協和建設（已私有化）和在2003年收購當時上海上市的運盛實業成效未能顯著。再者，在城市規劃委員會未能通過位於鰂魚涌公園「老香港」項目等。
於是在以管理層方式私有化通過後，撤銷香港股市。

## 外部連結
- 协和集团主席汪世忠的帽子戏法[永久]